# Hans Joachim Schellnhuber
Hans Joachim „John“ Schellnhuber, CBE, geboren 7 juni 1950 in Ortenburg (Beieren), is een Duitse klimaatwetenschapper, gespecialiseerd in de aardsysteemanalyse.
Hij was tot september 2018 directeur van het door hem opgerichte Potsdam-Institut für Klimafolgenforschung (PIK), dat onder zijn leiding uitgroeide tot een internationaal gerenommeerd onderzoeksinstituut inzake klimaatverandering, dat onder meer rapporten leverde voor de Wereldbank.
Schellnhuber was jarenlang lid van het VN-klimaatpanel IPCC, en drukte zijn stempel op het internationale klimaatdebat. Daarnaast adviseerde hij ook de Duitse regering.
Schellnhuber introduceerde met name ook het concept van de kantelmomenten (“tipping points”) in het klimaatdebat, en pleitte reeds in 2012 sterk voor een koolstofarme economie. Hij wordt wereldwijd als een autoriteit beschouwd op het gebied van klimaatverandering.